# Língua jarauara
A língua jarauara, designada também jarawara, yarawara ou jaruára, é uma das pertencentes à família arauá. O idioma é falado pelo povo jarauara, que vive em algumas aldeias próximas ao município de Lábrea (Amazonas), na região de Juruá-Purus, onde mantêm forte contato com outros dois povos: jamamadi e banauá-iafi.
Além das línguas desses três povos possuirem uma estrutura gramatical muito semelhante, 95% do vocabulário delas coincide, tornando-as extremamente parecidas e fazendo com que a comunicação entre esses três povos seja facilitada. Por esse motivo, muitas vezes, são consideradas três dialetos distintos de uma outra língua, chamada de madi.
Apesar da possibilidade de convívio com esses outros povos na própria língua e do pouco uso de línguas estrangeiras pelo povo, há um certo nível de risco de extinção do dialeto jarauara, principalmente por conta do gradual aumento da presença da língua portuguesa. Isso ocorre devido às interações com falantes de português no rio Purus e com enfermeiros enviados pelo governo que não conhecem o dialeto local.

## Etimologia
O termo jarauara (ou jarawara, como também é conhecido), deriva do nome do povo que utiliza a língua, os jarauaras, termo esse que não é reconhecido por eles, tratando-se de um exônimo. O termo, inclusive, possui um som inicial que não está presente na língua, mas sim no português. Esse nome tem base na língua geral, a partir de jara, que significa “homem branco” e wara, “comer”.
A língua Jarauara possui ainda dois endônimos: e yokana ou ee jokana, termos que também derivam do nome do povo, sendo, dessa vez, do nome com que eles se autodenominam. Na língua jarauara, esses nomes significam “pessoas de verdade” ou “povo de verdade”.

## Distribuição

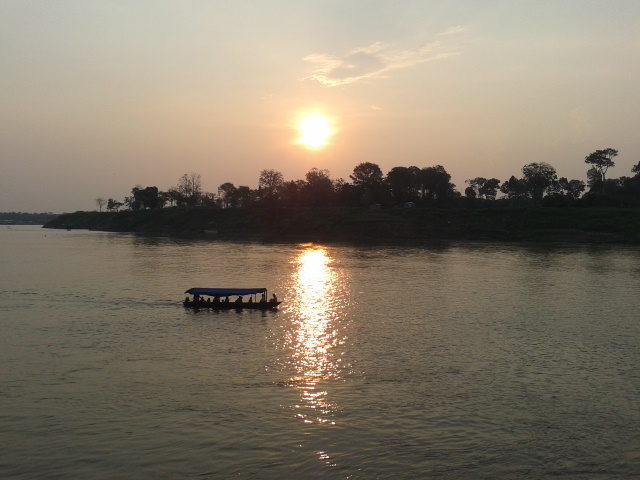
Pôr do Sol no rio Purus

A língua jarauara está relacionada ao povo jarauara, que habita a região média do rio Purus, afluente do rio Solimões, próximo à cidade de Lábrea no Amazonas. O número de falantes corresponde aos cerca de 210 indígenas da etnia jarauara, dos quais apenas 2 ou 3 falam português fluentemente para a interação com pessoas externas à comunidade, de forma que a comunicação interna se restringe ao idioma nativo.

### Risco de extinção
Apesar de apenas alguns indígenas jarauaras falarem fluentemente a língua portuguesa e o idioma nativo ser o principal meio de comunicação entre eles, existe um certo risco para a sobrevivência do jarauara, considerando, entre outros fatores, os indígenas que saem da aldeia para morar na cidade e o aumento da quantidade de falantes do português como segunda língua.
Isso ocorre por conta da necessidade de contato com estrangeiros, já que o povo, além de receber a visita de enfermeiros que não falam a língua local e realizar trocas comerciais nas margens do rio Purus com não indígenas, tem o costume de ir até a cidade de Lábrea no início de todo mês para passear, fazer compras e receber auxílio do governo.

### Dialetos e línguas relacionadas
O jarauara, que pertence à família arauá, por possuir diversas semelhanças com outras duas línguas, o jamamadi e o banauá, é considerado, por muitos linguistas, um dialeto de uma outra língua, chamada madi. Esses três idiomas possuem uma gramática muito parecida e compartilham aproximadamente 95% do vocabulário, embora a entonação e o modo de falar sejam evidentemente diferentes, de forma que o jarauara é mais veloz e menos nasal que as duas outras línguas.
Além do madi (que inclui seus três dialetos), a família linguística arauá possui outras 4 línguas: paumari, zuruahã, deni e arauá (sendo essa última já extinta). Considerando o jarauara, o jamamadi e o banauá como dialetos, a organização das línguas arauá seria da seguinte forma:
| ___Madi___ | \| \| Jamamadi \| \| \| \| \| \| Jarauara \| \| \| \| \| \| Banauá \| \| \| \| |
|            | \| \| Jamamadi \| \| \| \| \| \| Jarauara \| \| \| \| \| \| Banauá \| \| \| \| |
|            | Paumari                                                                        |
|            |                                                                                |
|            | Zuruahã                                                                        |
|            |                                                                                |
|            | Deni                                                                           |
|            |                                                                                |
|            | Arauá                                                                          |
|            |                                                                                |
|            | Jamamadi                                                                       |
|            |                                                                                |
|            | Jarauara                                                                       |
|            |                                                                                |
|            | Banauá                                                                         |
|            |                                                                                |

|  | Jamamadi |
|  |          |
|  | Jarauara |
|  |          |
|  | Banauá   |
|  |          |

## História
Pelo fato de o idioma ser falado por um povo específico, a história da língua jarauara está estritamente relacionada à história dos jarauaras. Assim, as interações e modificações da língua são melhor estudadas a partir da análise das relações estabelecidas com outras etnias e dos antecedentes do povo.

### História dos jarauaras
O povo jarauara habita a região situada entre os rios Juruá e Purus, na terra indígena Jarawara/Jamamadi/Karamanti. Não existem documentos históricos a respeito do rio Purus que determinem a origem do povo, mas alguns indígenas da etnia acreditam que, inicialmente, os jarauaras viviam no Alto Rio Purus, no Acre, e que, há quase um século, desceram o rio e se instalaram na região atual, estabelecendo interações com os demais povos da família de línguas arauás.
Além disso, por volta dos anos 1960, muitos jarauaras se casaram com indígenas de outro grupo chamado wayafi, com os quais compartilhavam a mesma língua e a mesma mitologia, de forma que se tornaram uma mistura de ambos os povos. Por conta dessas características semelhantes entre jarauaras e wayafis, existe a possibilidade de serem subgrupos de uma mesma etnia que se separaram por uma geração e se reencontraram posteriormente.

### Mudanças na língua
Em função do contato com não indígenas falantes de português, o jarauara recebeu uma grande quantidade de empréstimos linguísticos da língua portuguesa, já que, por conta das mudanças no modo de vida, surgiu a necessidade de expressar novas ideias, por exemplo, o conceito de “dinheiro”, que não era presente no cotidiano do povo antes do contato com não indígenas.
| Palavra em jarauara | Palavra em português |
| ------------------- | -------------------- |
| Balito              | Palito               |
| Sitati              | Cidade               |
| Jinero              | Dinheiro             |
| Tehafimi            | Terra firme          |
| Maa                 | Mar                  |
| Fono                | Forno                |

Além dos empréstimos da língua portuguesa, também há registros do empréstimo linguístico da palavra “towisawa” , que significa “chefe da aldeia” e tem origem na língua geral.

### História da documentação
Grande parte da documentação realizada a respeito da língua jarauara foi feita pelo linguista australiano Robert Dixon e por Alan Vogel, um missionário da Associação Internacional de Linguística (SIL International). Vogel se instalou na aldeia Casa Nova, uma das aldeias do povo, em 1987 e, em 1991, convidou Dixon para auxiliar nos estudos a respeito da língua jarauara. As análises de ambos os linguistas se baseou na análise de textos e na interação com falantes nativos e tinham, como objetivo, focar no modo como os jarauaras realmente falam.

## Fonologia

### Consoantes
A língua jarauara possui um sistema fonético com 16 fonemas consonantais, sendo que dois deles, ts e ɸ, não existem na língua portuguesa.
|                     | Bilabial | Alveolar | Pós-alveolar | Palatal | Velar | Labiovelar | Glotal |
| ------------------- | -------- | -------- | ------------ | ------- | ----- | ---------- | ------ |
| Plosiva             | b        | t        |              | ɟ       | k g   |            | ʔ      |
| Nasal               | m        | n        |              |         |       |            |        |
| Tap ou flap         |          | ɾ        |              |         |       |            |        |
| Fricativa           | ɸ        | s        | ʃ            |         |       |            | h      |
| Aproximante         |          |          |              |         |       | w          |        |
| Aproximante lateral |          | l        |              |         |       |            |        |
| Africada            |          | ts       |              |         |       |            |        |

### Vogais
O quadro de fonemas vocálicos do jarauara se assemelha ao da língua portuguesa, com a adição, apenas, do fonema y, que, inclusive, é posicionado, por alguns autores, no quadro de consoantes como uma semi-vogal palatal.
|             | Anterior | Central | Posterior |
| ----------- | -------- | ------- | --------- |
| Fechada     | i y      |         | u         |
| Semifechada | e        |         | o         |
| Aberta      |          | a       |           |

## Ortografia
A língua passou a ter uma forma escrita em 1988, quando Robert Dixon analisou a estrutura da fonologia do jarauara e atribuiu os mesmos símbolos da língua portuguesa, ou seja, os símbolos do alfabeto latino, porém, com a ausência de algumas letras, possuindo somente onze consoantes e quatro vogais. Essa forma escrita se baseou, principalmente, na ortografia jamamadi, sendo necessárias apenas algumas alterações, já que os dialetos são muito semelhantes.
Pelo fato de a forma escrita da língua jarauara ter sido elaborada a partir de outras formas que são baseadas na ortografia da língua portuguesa, essa escrita é realizada na horizontal, partindo do canto superior esquerdo.
A correspondência entre os grafemas da escrita da língua jarauara e seus respectivos fonemas está demonstrada na tabela a seguir:
| Grafema | Fonema | Comparação com o português     |
| ------- | ------ | ------------------------------ |
| b       | p b    | pato bola                      |
| t       | t d    | tela dar                       |
| k       | k g    | côco gol                       |
| f       | ɸ      | fino (mas só com os lábios)    |
| s       | s ts   | sacola não existe no português |
| h       | h      | rã                             |
| m       | m      | mandar                         |
| n       | n      | nuca                           |
| r       | ɾ l    | cara calor                     |
| w       | w      | acauã                          |
| y       | y ɟ    | cuiú não existe no português   |
| e       | e      | frete                          |
| i       | i      | fita                           |
| a       | a      | fato                           |
| o       | o u    | boca curar                     |

É possível notar que alguns grafemas (ou letras) correspondem a dois fonemas, ou seja, uma letra da escrita jarauara pode ser pronunciado de formas diferentes dependendo da palavra.

## Gramática

### Pronomes pessoais
Os pronomes pessoais, na língua jarauara, são divididos em duas classificações, de acordo com suas posições na sentença e suas funções: pronomes oblíquos e pronomes retos.
Os pronomes podem variar em grau e número. A variação de grau ocorre em primeira, segunda e terceira pessoa, sendo que, nesse último caso, também há variação entre animado e inanimado, ou seja, se o sujeito/objeto ao qual o pronome se refere é um ser humano/animal/entidade ou não. Já a variação em número ocorre entre singular e plural, em que a primeira pessoa do plural (nós) pode ser inclusiva (inclui o interlocutor) ou exclusiva (não inclui o interlocutor). 

#### Pronomes oblíquos
Os pronomes oblíquos são aqueles que exercem função de objeto de uma oração. 
|                    | 1a pessoa | 2a pessoa | 3a pessoa (animado) | 3a pessoa (inanimado) |
| ------------------ | --------- | --------- | ------------------- | --------------------- |
| Singular           | owa       | tiwa      | ∅                   | ∅                     |
| Plural (inclusivo) | era       | tera      | mee, mera           | ∅                     |
| Plural (exclusivo) | otara     |           |                     |                       |

Exemplo de uso de um pronome oblíquo:
owa ti-kako-ne (Você está bravo comigo)
tiwa haa o-na-bana (Eu ia te chamar)

#### Pronomes retos
Os pronomes retos são os que exercem função de sujeito na oração.
|                    | 1a pessoa | 2a pessoa | 3a pessoa (animado) | 3a pessoa (inanimado) |
| ------------------ | --------- | --------- | ------------------- | --------------------- |
| Singular           | o-        | ti-       | ∅                   | ∅                     |
| Plural (inclusivo) | ee        | tee       | mee                 | ∅                     |
| Plural (exclusivo) | otaa      |           |                     |                       |

Exemplos de uso de pronomes retos:
maa o-ha o-ke (Eu estou cansado)
ee to-ka-haba ee-ke mina (Nós vamos de manhã)

### Pronomes possessivos
Assim como os pronomes pessoais, os pronomes possessivos também variam em grau e número. Porém, além disso, também podem ser divididos em pronomes possessivos alienáveis (posse que pode ser separada do possuidor, como um objeto) e pronomes possessivos inalienáveis (posse não pode ser facilmente separada do possuidor, como partes do corpo ou parentesco).
|                    | 1a pessoa       | 2a pessoa        | 3a pessoa (animado) | 3a pessoa (inanimado) |
| ------------------ | --------------- | ---------------- | ------------------- | --------------------- |
| Singular           | oko / o-, oko   | tika / ti-, tika | hinaka / fee, hee   | ∅                     |
| Plural (inclusivo) | ee kaa / ee     | tee kaa / tee    | mee kaa / mee       | ∅                     |
| Plural (exclusivo) | otaa kaa / otaa |                  |                     |                       |

Nota: A barra (/) separa os pronomes possessivos alienáveis (antes) dos inalienáveis (depois).
Exemplos de uso de pronomes possessivos:
hinaka jimo o-nabohe-himari-ka (Eu matei a formiga dele)
o-wisi hete to-na-ke (Minha perna ficou presa)

### Verbos
Os verbos podem ser classificados seguindo dois critérios: a possibilidade de ser flexionado e a transitividade.
O primeiro critério divide-os em flexionáveis, ou seja, que podem receber afixos, e inflexionáveis, que não recebem afixos e, portanto, precisam de um radical auxiliar para ser flexionados. Esse radical auxiliar pode ser -na- ou -ha-, sendo o primeiro mais comum, e é ele que recebe os sufixos e prefixos ao invés do verbo. Os verbos flexionáveis costumam ser representados com hífen (-) antes e depois para indicar a possibilidade de afixos.
Quanto à transitividade, existem verbos transitivos, verbos intransitivos e verbos ambitransitivos (que podem ser tanto transitivos quanto intransitivos).

### Conjugação verbal
A conjugação dos verbos é feita a partir da adição de afixos ao verbo (no caso de verbos flexionáveis) ou ao radical auxiliar (em verbos inflexionáveis).
Essa conjugação pode acontecer de acordo com 3 elementos: evidencialidade, tempo e modo, sendo que cada sufixo marcador desses elementos pode variar em gênero (feminino e masculino). Diferentemente da língua portuguesa, o gênero não marcado, no jarauara, é o feminino, ou seja, o gênero que é utilizado, quando não há evidências do gênero do sujeito ou quando o sujeito é representado por um pronome, é o feminino.
|                                     | Marcador feminino | Marcador masculino |
| ----------------------------------- | ----------------- | ------------------ |
| Reportado                           | -(ha)mone         | -(hi)mona          |
| Passado imediato (testemunhado)     | -(ha)ra           | -(ha)re            |
| Passado recente (testemunhado)      | -(ha)ro           | -(hi)ri            |
| Passado distante (testemunhado)     | -(ha)maro         | -(hi)mari          |
| Passado imediato (não testemunhado) | -(ha)ni           | -(hi)no            |
| Passado recente (não testemunhado)  | -(he)te           | -(hi)ta            |
| Passado distante (não testemunhado) | -(he)mete         | -(hi)mata          |
| Futuro                              | -(ha)ba(na)       | -(hi)ba(na)        |
| Intenção                            | -(ha)bone         | -(hi)bona          |
| Irreal                              | -(he)ne           | -(hi)na            |
| Hipotético                          | -(he)mene         | -(hi)mana          |

#### Evidencialidade
A evidencialidade pode variar em três tipos: testemunhado, não testemunhado e reportado. Como trata-se do fato de o falante ter presenciado a ação ou não, esse elemento acompanhante do verbo está, sempre, relacionado ao tempo passado, sendo que as duas primeiras formas (testemunhado e não testemunhado) devem ter uma especificação de momento específico no passado (imediato, recente ou distante). O tipo reportado indica que a ação foi contada por uma pessoa externa ao diálogo, ou seja, o falante sabe dessa informação por ter escutado de outra pessoa.
| Tipo de evidencialidade | Frase em jarauara                 | Frase em português               |
| ----------------------- | --------------------------------- | -------------------------------- |
| Testemunhado            | o-hano-hara o-ke                  | Eu fiquei bêbado                 |
| Não testemunhado        | mee jowiri ni o-mita-ra-hani o-ke | Eu não escutei o jowiri cantando |
| Reportado               | Tafi ati ne-mona                  | Alguém disse que o David falou   |

#### Tempo
O elemento de tempo indica o momento, em relação ao instante da fala, em que a ação ocorreu. Em jarauara, esse elemento pode variar entre: passado, com especificações de imediato, recente e distante; presente (sem marcação); e futuro.
| Tempo da frase   | Frase em jarauara     | Frase em português                |
| ---------------- | --------------------- | --------------------------------- |
| Passado imediato | mee bosa na-maki-hani | Eles acordaram cedo               |
| Passado recente  | o-kabe-ri-ka          | Eu comi                           |
| Passado distante | otaa to-sawari-hani   | Nós nos perdemos (há muito tempo) |
| Presente         | mee tafa-ke           | Eles estão comendo                |
| Futuro           | o-tafa-bana o-ke      | Eu vou comer                      |

#### Modo
O modo, em jarauara, pode ser irreal, hipotético ou de intenção. O modo irreal indica uma ação que poderia ter acontecido, mas não aconteceu, ou algo que poderia acontecer no futuro, mas não vai. Já o modo hipotético, representa uma oração que indica uma condição e, por isso, costuma estar acompanhado de uma oração no modo irreal, de forma que, se algo acontecesse (modo hipotético), outro aconteceria (modo irreal). Por fim, o modo de intenção indica o objetivo (planejamento/intenção) de alguém realizar uma ação no futuro, ou seja, alguém pretende fazer algo. 
| Modo da frase | Frase em jarauara                                    | Frase em português                              |
| ------------- | ---------------------------------------------------- | ----------------------------------------------- |
| Irreal        | isi ee kabe-hina, hasi na-ka                         | Nós podíamos ter comido o tatu, mas ele escapou |
| Hipotético    | tinero o-kihe-mene-he, kamisa o-kanike-hene ama o-ke | Se eu tivesse dinheiro, eu compraria a camiseta |
| Intenção      | amo o-na-habone o-ke                                 | Eu pretendo (preciso) dormir                    |

### Reduplicação verbal
A reduplicação verbal, na língua jarauara, possui diversas possibilidades para ser aplicada. Trata-se da criação de novos verbos a partir de um já existente, de forma que duplica-se parte desse verbo inicial, formando outro. Dessa forma, aplica-se um novo significado ao termo. Esse verbo derivado do primeiro é sempre inflexionável, independentemente de o verbo inicial ser flexionável ou inflexionável, ou seja, precisa de um auxiliar (-na- ou -ha-). 
Esse fenômeno pode acontecer em três tipos (C)V., (C)VCV. e .CV, sendo “C” o símbolo da consoante e “V”, de vogal. O tipo (C)V. consiste na repetição, antes do verbo, da primeira sílaba, o que inclui a primeira vogal e a consoante que a antecede (caso haja uma). Quanto ao tipo (C)VCV., trata-se da repetição das duas primeiras sílabas, também antes do próprio verbo, sendo elas as duas primeiras vogais e as consoantes que as precedem, se elas existirem. Por fim, o tipo .CV consiste na repetição da última sílaba ao final da palavra, o que inclui a última vogal e a consoante que a antecede.
| Radical do verbo | Significado do radical em português | Tipo (C)V. | Tipo (C)VCV. | Tipo .CV |
| ---------------- | ----------------------------------- | ---------- | ------------ | -------- |
| joko             | Empurrar                            | jo.joko    | joko.joko    | joko.ko  |
| horo             | Puxar                               | ho.horo    | horo.horo    | horo.ro  |
| awa              | Ver                                 | a.’awa     | awa.’awa     | awa.wa   |

Cada tipo de reduplicação agrega um significado diferente ao verbo inicial, sendo possível, ainda, combinar dois tipos de reduplicação no mesmo verbo. Essa combinação, porém, só pode acontecer entre um tipo de reduplicação de início de verbo e um de final, ou seja, não é possível combinar os tipos (C)V. e (C)VCV.
Além disso, o auxiliar que é utilizado também influencia no sentido do verbo, podendo ser -na- ou -ha-.

#### Reduplicação com -na-
O auxiliar -na- pode acompanhar qualquer um dos três tipos de reduplicação.

##### Tipo (C)V.
A utilização da reduplicação (C)V. (com o auxiliar -na-) confere ao verbo um sentido de “um pouco”, ou seja, aquela ação ocorreu de forma branda.
| Frase em jarauara - sem reduplicação | Frase em português - sem reduplicação | Frase em jarauara - com reduplicação | Frase em português - com reduplicação    |
| ------------------------------------ | ------------------------------------- | ------------------------------------ | ---------------------------------------- |
| berekoo baa o-ne o-ke                | Eu estou batendo no prego             | bereko ba.baa o-ne o-ke              | Eu estou dando pequenas batidas no prego |
| tee ati o-wato o-ke                  | Eu entendo sua língua                 | tee ati wa.wato o-ke                 | Eu entendo um pouco da sua língua        |

##### Tipo (C)VCV.
Já o tipo (C)VCV. (com auxiliar -na-), significa “muito”, ou, “com força”, sendo o contrário do primeiro tipo, por isso, não sendo possível combinar ambos.
| Frase em jarauara - sem reduplicação | Frase em português - sem reduplicação | Frase em jarauara - com reduplicação | Frase em português - com reduplicação |
| ------------------------------------ | ------------------------------------- | ------------------------------------ | ------------------------------------- |
| berekoo baa o-ne o-ke                | Eu estou batendo no prego             | bereko baa.baa o-ne o-ke             | Eu estou batendo no prego com força   |
| mawa o-na-haro o-ke                  | Eu estava vermelho                    | mawa.mawa o-na-haro o-ke             | Eu estava vermelho por todo o corpo   |

##### Tipo .CV
Por fim, a reduplicação .CV indica um sentido de “várias vezes”, ou seja, uma ação repetida ou praticada por diversos indivíduos. Esse tipo de reduplicação só pode ser utilizado com o auxiliar -na-.
| Frase em jarauara - sem reduplicação | Frase em português - sem reduplicação | Frase em jarauara - com reduplicação | Frase em português - com reduplicação   |
| ------------------------------------ | ------------------------------------- | ------------------------------------ | --------------------------------------- |
| Okomobi awa joko na-ka               | Okomobi está empurrando o graveto     | Okomobi awa joko.ko na-ka            | Okimobi está empurrando vários gravetos |
| jama mati horo o-ne o-ke             | Eu estou puxando a corda              | jama mati horo.ro o-ne o-ke          | Eu fico puxando a corda (mão por mão)   |

#### Reduplicação com -ha-
A reduplicação utilizando o auxiliar -ha- só pode acontecer nos tipos iniciais, ou seja, (C)V. e (C)VCV. Em ambos os casos, essa reduplicação tem o sentido de ação habitual no passado, ou seja, algo que acontecia costumeiramente. O significado dos dois tipos de reduplicação (“um pouco” e “muito”) continua valendo, sendo, apenas, adicionado o sentido de ação habitual.
| Tipo de reduplicação | Frase em jarauara - sem reduplicação | Frase em português - sem reduplicação      | Frase em jarauara - com reduplicação         | Frase em português - com reduplicação               |
| -------------------- | ------------------------------------ | ------------------------------------------ | -------------------------------------------- | --------------------------------------------------- |
| (C)V                 | mee tafe mee weje-hemete mee awine?  | Eles não carregaram a comida deles mesmos? | mee tafe mee we.weje to-he-hemete mee awine? | Eles não costumavam carregar a comida deles mesmos? |
| (C)VCV               | mee tafa ama-ke-hamaro               | Eles comiam naquele tempo                  | mee tafa.tafa to-ha-hamaro mee ama-ke        | Eles costumavam comer muito naquele tempo           |

### Sentenças

#### Ordem da frase
A primeira parte da frase é composta pelos elementos iniciais, sendo eles: interjeições, como hikaa (Meu Deus!); marcadores de tempo, como faja (em seguida); e marcadores de local, como aja (aqui).
Em seguida, são colocados os elementos do núcleo da frase. Esses elementos variam de acordo com a transitividade da oração, de forma que, em orações intransitivas, utiliza-se uma frase nominal com função de sujeito e, em orações transitivas, utiliza-se duas orações com função de sujeito e objeto.
Posteriormente, adiciona-se o predicado, ou seja, o verbo e suas flexões, que possuem, por si só, uma ordem definida.
Por fim, é possível a presença de elementos finais, que incluem: modificadores da frase, como tasa (de novo); e advérbios demonstrativos, como ahi (aqui).

## Vocabulário

### Expressões do dia a dia
Vários termos e interjeições, como, por exemplo, uma expressão de cansaço (oof), também existem na língua jarauara, de forma a facilitar a comunicação. A seguir alguns exemplos desses termos e expressões habituais da língua.
| Expressão em jarauara | Tradução/significado em português |
| --------------------- | --------------------------------- |
| bowa'cs to-ha         | Bom dia                           |
| bowanoiti'cs to-ha    | Boa noite                         |
| hima                  | Vamos                             |
| hibare                | Espere                            |
| oo                    | “Expressão de desprazer”          |
| oof                   | “Expressão de cansaço”            |
| otee                  | Não se mexe                       |
| ayori                 | Irmão mais velho                  |
| makoni                | Por isso                          |
| manakobisa            | Aí                                |
| mata                  | Por enquanto                      |
| otee owati timitamata | Fique quieto e me escuta          |
| bai nokomakeka        | São dez horas de manhã            |
| hi bati               | Antigamente                       |
| hawa tohama           | Chegar em casa                    |
| hawa toniha           | Preparar                          |

### Empréstimos do português
Após os primeiros contatos com os europeus, a língua jarauara recebeu diversas palavras novas derivadas do português, como consequência da necessidade de expressar novas ideais que surgiram com essa relação entre o povo jarauara e os portugueses.
| Palavra em jarauara | Termo de origem em português  |
| ------------------- | ----------------------------- |
| abija               | abelha                        |
| afiyao              | avião                         |
| babeo               | papel                         |
| barafoso            | parafuso                      |
| barakiya            | branquinha (espécie de peixe) |
| barako/brako        | homem branco                  |
| birifata            | privada                       |
| biroto              | piloto                        |
| fita                | fita                          |
| kasasa              | cachaça                       |
| gasolina            | gasolina                      |
| hajo                | rádio                         |
| bohasa              | borracha                      |
| nomero              | número                        |
| ora                 | hora                          |
| oti                 | ontem                         |
| sakora              | sacola                        |
| sarabo              | sarampo                       |
| saratera            | geladeira                     |
| terefono            | telefone                      |
| koweka              | cueca                         |